# ممسك الدرابزين
ممسك الدرابزين يكون ذو كشل اسطواني (قطر 10 سم) أو منشوري، ويتم تثبيته في اعلى الدرابزين، أو على جدار سلم أو منحدر أو على السقف الداخلي لحافلة. يُصمم ممسك الدرابزين لينم إمساكه باليد لتوفير الأمان والعون للمستخدمين.
يشيع استخدام ممسك (أو مقبض) الدرابزين عند صعود أو نزول السلالم والمنحدرات. عادة ما يتم دعم الممسك بواسطة عميدات (أعمدة نحيفة) ترتكز على نوائم الدرج (أو المنحدر) أو على فخذه أو يتم تثبيته مباشرة على الجدران.
يجب ألا يقل ارتفاع ممسك الدرابزين عن 90 سم. يجب أن تكون ممسك الدرابزين مصنوع من مواد صلبة وغير خطيرة، على سبيل المثال الحديد ومع تعزيزات من الفولاذ المقاوم للصدأ، ومن مواد يسهل العثور عليها في المتاجر المتخصصة.
وفي حالة وجود فواصل لممسك الدرابزين، يجب أن يتم تمديده بمقدار 30 سم بعد الدرجة الأولى والأخيرة.